# Volleybalvereniging Longa'59
Il Volleybalvereniging Longa'59 è un club di pallavolo femminile neerlandese con sede a Lichtenvoorde: milita nel campionato neerlandese di Topdivisie.

## Palmarès
- Campionato olandese: 2

2003-04, 2004-05
- Coppa dei Paesi Bassi: 3

2001-02, 2003-04, 2004-05
- Supercoppa olandese: 3

2003, 2004, 2005